# Hassan-i Sabbah
Hassan-i Sabbāh (persisk: حسن صباح / Ḥassan-e Ṣabbāh; 1050s–1124) var en Nizari Muslimsk missionær fra Persien, som konverterede et samfund i slutningen af det 11. århundrede på Alborz bjergene i det nordlige Iran. Stedet blev kaldt Alamut og blev tilskrevet til en gammel konge af Daylam. Han grundlagde en gruppe, hvis medlemmer er undertiden benævnt Hashshashin eller "soldater" til at beskytte Persien mod angreb.